# Księstwo kurskie
Księstwo kurskie – jedno z księstw udzielnych Rusi Kijowskiej XI-XIII wieku, położone w dorzeczach rzek Tuskar i Sejm. Stolicą księstwa był Kursk. Pod koniec XI wieku w Kursku, należącym wówczas do księstwa perejasławskiego, znajdowała się jedna z twierdz Rusi Kijowskiej. W 1166 roku księstwo kurskie zostało włączone do księstwa nowgorodzko-siewierskiego. W 1240 roku Kursk został zniszczony na skutek najazdu tatarskiego i stracił swoje znaczenie strategiczne. Na początku XV wieku ziemie, należące niegdyś do księstwa kurskiego zostały włączone do Wielkiego Księstwa Litewskiego, a następnie do Wielkiego Księstwa Moskiewskiego.